# Могильно-Старожильськ
Могильно-Старожильськ (рос. Могильно-Старожильск) — присілок у Большереченському районі Омської області Російської Федерації.
Належить до муніципального утворення Могильно-Посельське сільське поселення. Населення становить 767 осіб.

## Історія
Згідно із законом від 30 липня 2004 року органом місцевого самоврядування є Могильно-Посельське сільське поселення.

## Населення
| 1926 | 2002 | 2010 |
| ---- | ---- | ---- |
| 542  | ↗877 | ↘767 |